# 別列若克
49°14′24″N 22°50′41″E / 49.24000°N 22.84472°E
別列若克（烏克蘭語：Бережок），是烏克蘭西部的村莊，隸屬利維夫州的桑比爾區。該村始建於1989年，面積0.8平方公里，海拔高度515米，2001年人口234，人口密度每平方公里292.5人。